# Christian Gottlob Hammer

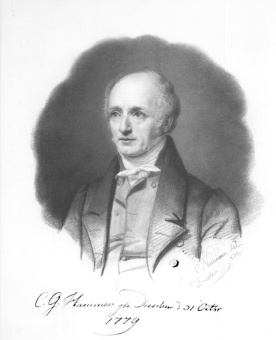
Christian Gottlob Hammer

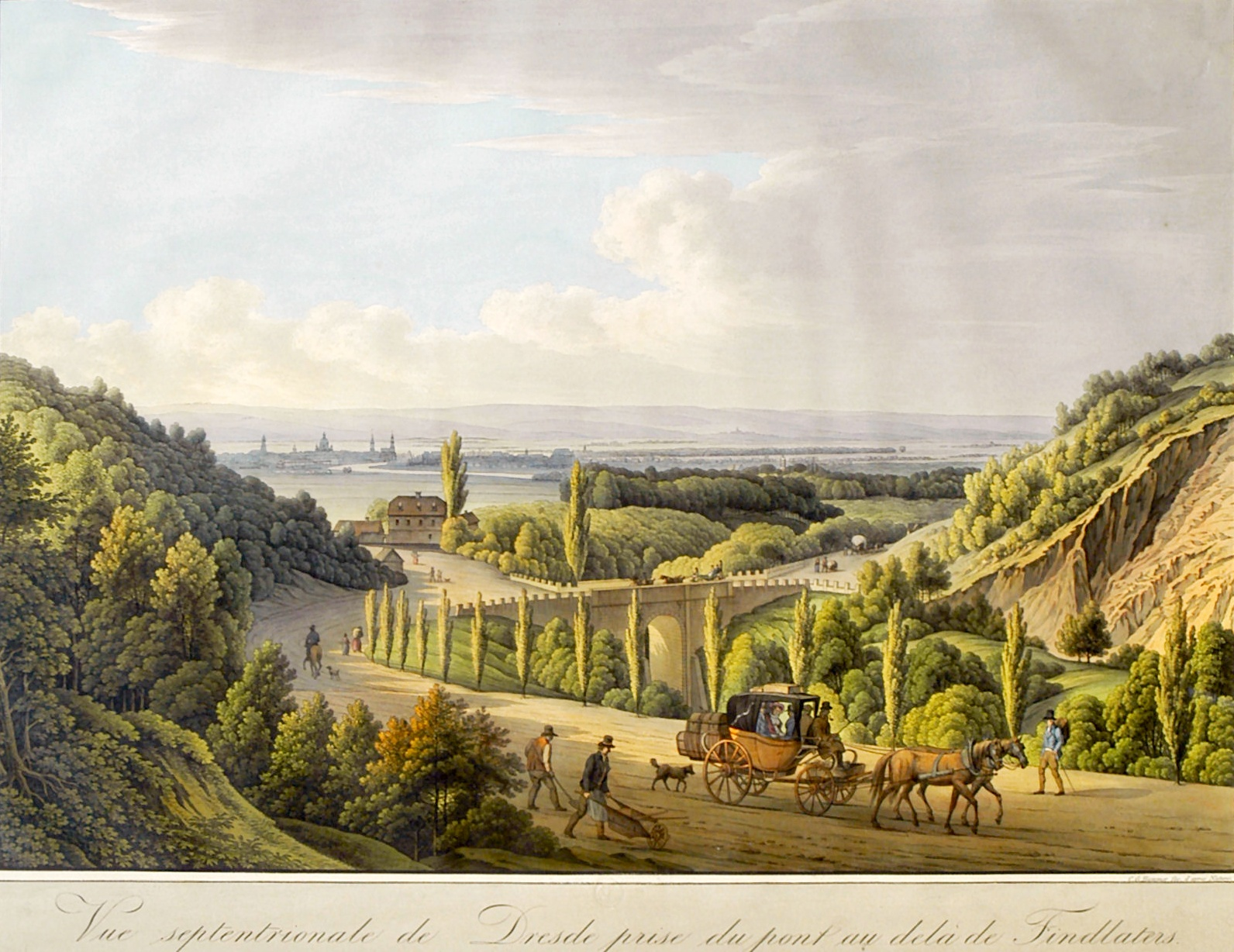
Christian Gottlob Hammer:
Blick vom Hirschberg auf Dresden

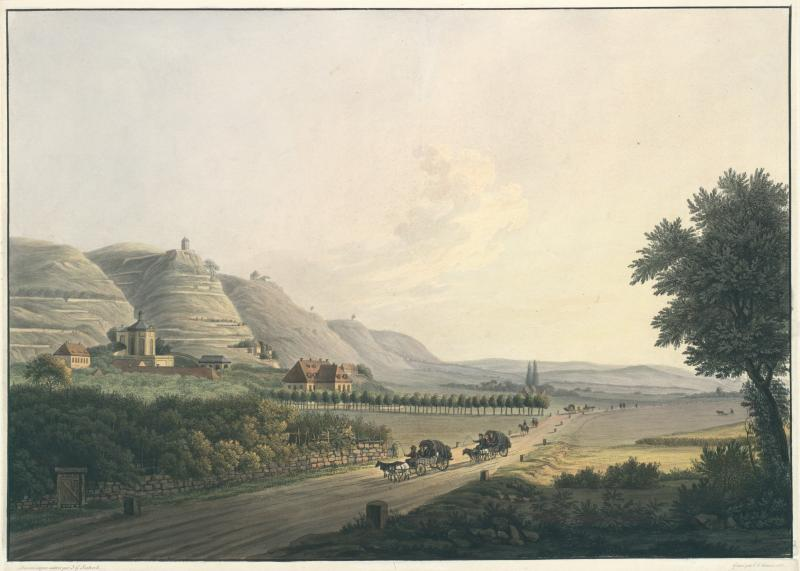
Christian Gottlob Hammer:
Vue de Wackerbarthsruhe aux environs de Dresde, prise sur la grande Route de Leipzig

Christian Gottlob Hammer (* 18. Juli 1779 in Dresden; † 7. Februar 1864 ebenda; getauft als Christian Gottlieb Hammer) war ein bedeutender deutscher Landschaftsmaler und Kupferstecher in der Epoche der Romantik.

## Leben und Werk
Christian Gottlob Hammer begann 1794 seine Ausbildung an der Dresdner Kunstakademie. Vier Jahre später wurde er Meisterschüler von Johann Philipp Veith, der seinerseits an der gleichen Stätte Landschaftszeichnen und Kupferstechen bei Adrian Zingg gelernt hatte.
1816 wurde Hammer Mitglied der Akademie und reihte sich dort in den berühmten Kreis der „Dresdner Romantiker“ ein, zu denen auch Caspar David Friedrich, Johann Christian Klengel und Jakob Crescenz Seydelmann gehörten. 1829 wurde er zum außerordentlichen Professor berufen.
Das Hammersche Gesamtschaffen ist sehr umfangreich. Es besteht sowohl aus eigenen Zeichnungen in Sepia, Wasser- und Deckfarben, als auch aus Radierungen und Kupferstichen nach eigenen Entwürfen und zahlreichen Gemälden anderer Künstler, wie beispielsweise Caspar David Friedrich, Gottlob Friedrich Thormeyer, Johann Clausen Dahl, Ernst Ferdinand Oehme, Carl Robert Kummer, Georg Heinrich Crola und anderen.
Im Wesentlichen schuf er Landschaftsbilder und Stadtansichten, insbesondere aus dem sächsischen Raum und seiner Heimatstadt Dresden und deren Umgebung. So sind mehrere seiner Werke in dem vom Dresdner Kunsthändler Heinrich Rittner herausgegebenen Band Dresden mit seinen Prachtgebäuden und schönsten Umgebungen enthalten. Dieser vom Hofbuchdrucker Carl Christian Meinhold 1810 gedruckte Prachtband hatte seinerzeit in Dresden große Beachtung gefunden.
Ebenso war Hammer in Böhmen (Karlsbad und Teplitz) und Schlesien unterwegs und gehörte zur dritten Generation von Malern auf dem sogenannten Malerweg durch die Sächsische Schweiz. Auch war er einer der ersten Maler, die die urwüchsige Wasserwelt im Spreewald entdeckten. So schuf er mehrere hochromantische Bilder dieser in Europa einzigartigen Landschaft. Für den Lübbenauer Schlossherren Hermann Rochus zu Lynar (1797–1878) zeichnete Hammer die noch aus dem Mittelalter stammende Burganlage vor deren Abriss 1818, dokumentierte bis 1820 mehrere Phasen des Neubaues des klassizistischen Schlosses Lübbenau und hielt schließlich verschiedene Ansichten von dessen späteren baulichen Veränderungen in den Jahren um 1840 fest.

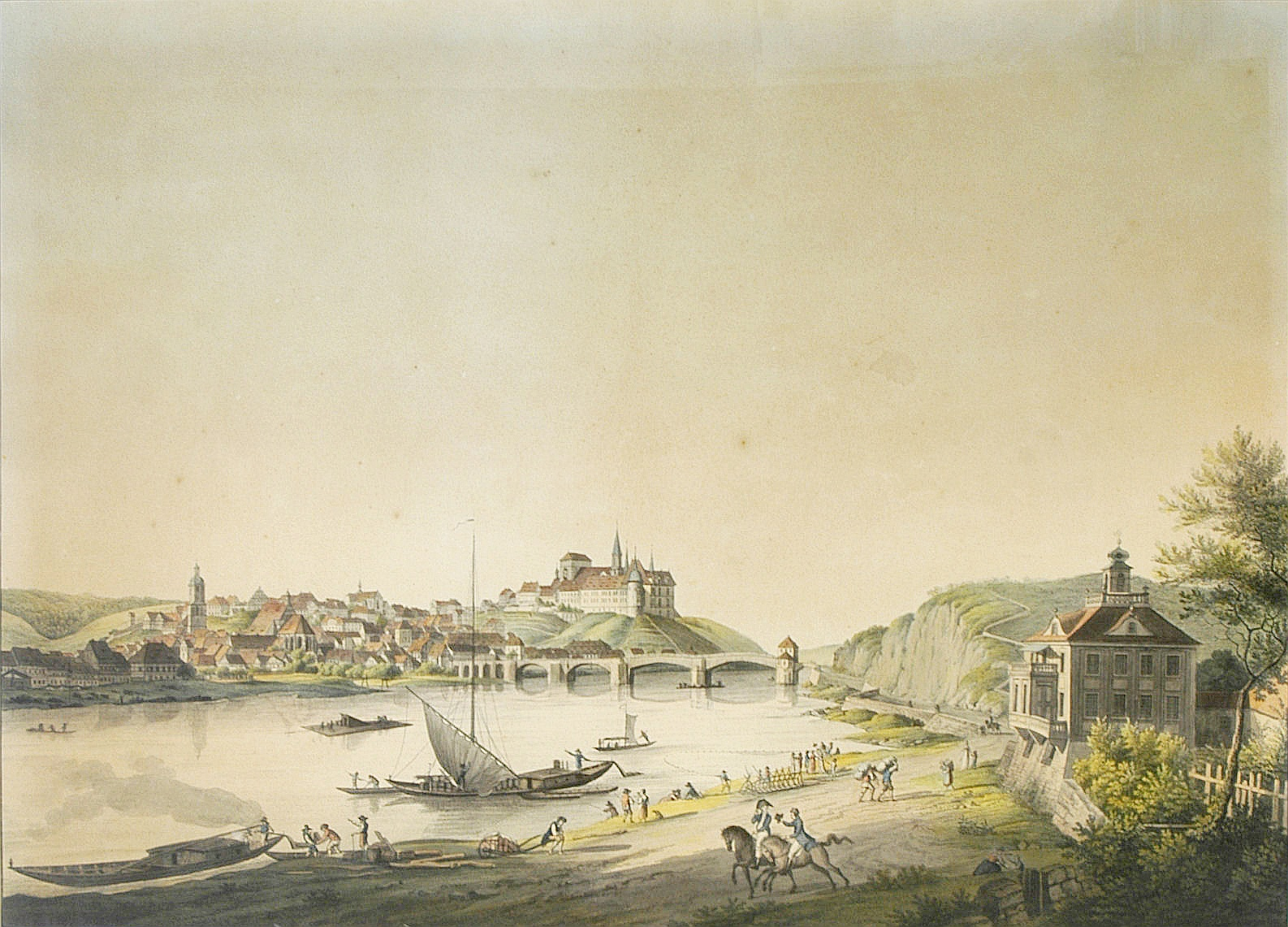
Christian Gottlob Hammer:
Blick von Cölln auf Meißen

Weiterhin war Hammer damit beschäftigt, die Motive, die verschiedene Reiseschriftsteller unterwegs gesammelt hatten, zu radieren bzw. zu stechen, damit sie entsprechend vervielfältigt werden konnten.
Ein großer Bewunderer des Hammerschen Schaffens war Johann Wolfgang Goethe, der während seines Aufenthaltes in Dresden 1810 den Maler in seinem Atelier besuchte.
Heute befinden sich Werke Christian Gottlob Hammers u. a. in Dresden im Kupferstichkabinett und im Stadtmuseum; im Lübbenauer Schloss, in den Staatlichen Museen zu Berlin, im Goethe-Nationalmuseum in Weimar und in vielen Kunsthandlungen innerhalb und außerhalb Deutschlands. In der Wiener Albertina befindet sich eine Reihe von Arbeiten Hammers, die der Herzog Albert von Sachsen-Teschen erworben hatte.